# Koreni
 Ovo je glavno značenje pojma Koreni. Za seriju napisanu po romanu pogledajte Koreni (serija).
Koreni (hr.: Korjeni) je roman srpskog književnika Dobrice Ćosića, objavljen 1954. godine. Ovo djelo nagrađeno je prvom NIN-ovom nagradom za 1954. godinu. Po romanu je 2018. godine snimljena televizijska serija.
Ovim romanom Ćosić je započeo svojevrsni ciklus romana (Vreme smrti, Vreme zla, Deobe, Vreme vlasti), u kojima se kao likovi javljaju sinovi, unuci i praunuci junaka Korena, s osnovnom idejnom težnjom prikazivanja romansirane povijesti moderne Srbije.

## O djelu
Roman se odigrava u izmišljenom selu Prerovo u posljednjim desetljećima 19. stoljeća za vrijeme kralja Milana i u njemu se prikazuje život bogate seoske obitelji obitelji Katić i njihovih sluga. U mnoštvu motiva i tema posebno se izdvajaju: motiv obitelji i obiteljskog sukoba između očeva i sinova, obiteljsko porijetlo i problem identiteta, održavanje kultova srbijanske nacionalne mitologije, politički sukobi koji dovode do narodnog i obiteljskog raskola i iskorišćavanje srbijanskog seljaštva za niske političke pobune, oblikovanje srbijanskih intelektualaca školovanih u inozemstvu, patrijarhalna despotija kao kult, uloga i položaj žene u obitelji. Tematsko-motivski slojevi usko su vezani za predstavljanje sporog i bolnog preobražaja srbijanskog sela s prelaska iz 19. u 20. stoljeće.
Jovan Deretić Korene žanrovski određuje kao "poetski psihološki roman, umnogostručene subjektivne perspektive, u kojem se dramatični sudari među ličnostima osvjetljavaju iz više uglova, sa stanovišta svih aktera radnje". Koreni također imaju elemente obiteljskog, povijesnog, društvenog i filozofsko-kulturološkog romana. Ova eklektična i sintetična forma romana je po riječima Milana Radulovića "inspirisana traganjem za integralnim umjetničkim djelom, onim u kojem bi stvarni život i realni svijet bili duboko sagledani, istinito dočarani i višom pravdom samjereni, i u kojem bi umjetnikova slika svijeta postala živ sadržaj socijalne i kulturne svijesti čitalaca".
Za ovaj roman Ćosić je 1954. nagrađen NIN-ovom nagradom, koja je te godine prvi put dodijeljena. Uoči pedesetogodišnjice dodjeljivanja NIN-ove nagrade 2003. godine, kritičari koji su u različitim periodima učestvovali u žiriju dodijelili su Korenima deveto mjesto na listi najboljih romana nagrađenih ovom nagradom.  Danas ima status klasika srpske književnosti 20. stoljeća i dio je obvezne lektire u srednjim školama u Srbiji.

## Vanjske poveznice
Koreni (srp.)